# Штег-Готенн
Штег-Готенн (нім. Steg-Hohtenn) — громада  в Швейцарії в кантоні Вале, округ Західний Рарон.

## Географія
Громада розташована на відстані близько 75 км на південь від Берна, 32 км на схід від Сьйона.
Штег-Готенн має площу 14 км², з яких на 11,3% дозволяється будівництво (житлове та будівництво доріг), 8,3% використовуються в сільськогосподарських цілях, 40,1% зайнято лісами, 40,3% не є продуктивними (річки, льодовики або гори).

## Демографія
2019 року в громаді мешкало 1603 особи (+0,5% порівняно з 2010 роком), іноземців було 13,7%. Густота населення становила 114 осіб/км².
За віковим діапазоном населення розподілялося таким чином: 17,7% — особи молодші 20 років, 60% — особи у віці 20—64 років, 22,4% — особи у віці 65 років та старші. Було 730 помешкань (у середньому 2,2 особи в помешканні).
Із загальної кількості 945 працюючих 36 було зайнятих в первинному секторі, 400 — в обробній промисловості, 509 — в галузі послуг.